# Macrojoppa nigrofasciata
Macrojoppa nigrofasciata là một loài tò vò trong họ Ichneumonidae.